# Trebra
Trebra település Németországban, azon belül Türingiában. Lakosainak száma 290 fő (2023. december 31.).

## Népesség
A település népességének változása:
| Lakosok száma | 299  | 286  | 292  | 292  | 290  |
|               | 2017 | 2019 | 2021 | 2022 | 2023 |